# Parascela castanea
Parascela castanea es una especie de insecto coleóptero de la familia Chrysomelidae.
Fue descrita científicamente en 1983 por Tan in Tan & Wang.